# 股布
股布（またぬの）は、ズボンやパンティー・ショーツ等の股部にある補強目的の生地を2重に縫製した部分。一般的にはクロッチ（英語: crotch）、シック部などと呼ばれる。クロッチ自体は、人や指や樹木などの股を意味する。

## 概要
クロッチの始まりは、19世紀ヨーロッパの乗馬ズボンの補強布といわれている。アメリカでは極端に布が手に入り難かった開拓時代初頭、合理的に弱った布の部分だけ繕えるようズボンの身頃と股布をそれぞれ個別の型紙に分けてパターン取りして縫製したズボン「モンキーパンツ」がカウボーイに広まった。現代でも男性用のタイツ、ステテコ、猿股、パッチ等にこの股布が縫製されるのは、明治時代に導入された洋装の余波と推測される。
下着の場合、尿やおりものなどが付着して汚れやすいため、これらの汚れを受ける目的で底部を二重にするものが多い。下着本体がナイロン製などの素材でも、肌にあたるクロッチは綿製であることもある。トイレットトレーニング用のトレーニングパンツ、軽失禁ショーツ、老人用パンツ、介護パンツ、サニタリーショーツでは、股布部分にベビービニールあるいはその他の防水布を施したり、尿などを吸収するおむつを組み込んだ製品もある。また、生理用ナプキンやおりものシート等は、一般的には股布部分に装着する。
女子は排尿後性器に残った尿を除去するためにトイレットペーパーを必要とすることから、トイレットペーパーのない野外での排尿を行った場合には残尿を除去することができない。そのため、野外で排尿を行った場合、下着のクロッチ部分に性器や陰毛に残った尿が染み込んで湿り気を帯びることとなる。特に陰毛の除去を行っていない成人女性の場合は剃毛した女性や女児以上に残尿の量が多くなりがちであり、下着の表面からもわかるほどハッキリ濡れる場合もある。残尿が染み込んだ下着は黄ばみや悪臭が発生しやすく、雑菌の繁殖による尿路感染症の危険を招くなど不衛生であるため、尿意の切迫等でやむを得ず野外で排尿してしまった場合は可能な限り速やかに局部を洗浄し、下着を履き替えるのが好ましい。稀にクロッチが汚れるのを防ぐため、野外での排尿が事前に予想される場合はナプキンなどを当てておく場合がある。また、野外で排尿してしまった場合であってもティッシュペーパーを使用することで普段通り局部を拭き取ってから下着を履き直す女性・女児も一定数見られる。